# Gastroskop
Ein Gastroskop ist ein Endoskop, das der kontinuierlichen optischen Darstellung der Schleimhaut von Speiseröhre, Magen und Zwölffingerdarm dient (Gastroskopie). Dafür wird heute meist eine optische Einheit, meist ein Kamerachip, über einen fest mit der Optik verbundenen flexiblen Schlauch in den Mund eingeführt und vorgeschoben. Dieser Schlauch dient zur Kraftübertragung zwischen Untersucher und Optikchip, er beherbergt zudem ein Lichtleiterkabel zur Ausleuchtung, Bildübertragungskabel, Seilzüge, einen Kanal für die Spülung der Optik und einen Arbeitskanal für Hilfsgeräte wie Zangen, Spritzennadel, Clips und Schlingen. Damit können Eingriffe wie die Abtragung von Gewebswucherungen (Tumor), Blutstillung und Entnahme von Gewebsproben erfolgen. Über den Arbeitskanal können auch Flüssigkeiten aus dem Magen abgesaugt werden oder größere Mengen Spülflüssigkeit eingebracht werden.
Der Schlauch ist flexibel und weist nur geringe Rückstellkräfte auf. Lediglich an der Gerätspitze kann ein etwa zehn Zentimeter langes Teilstück vom Untersucher um bis zu 180° abgewinkelt werden.
Das flexible Gastroskop war 1932 von Rudolf Schindler und Norbert Henning eingeführt worden.
Neuere Entwicklungen ermöglichen eine Abbildung mit Licht definierter Wellenlängen, des Weiteren gibt es Zoom-Endoskope, die eine frei einstellbare Vergrößerung ermöglichen.